# Tekle Gijorgis I
Tekle Gijorgis I ((amh.) ተክለ ጊዮርጊስ (ur. ok. 1751, zm. 12 grudnia 1817) – cesarz Etiopii w latach 1779–1784, 1789, 1795, 1796, 1799, 1800.
Był bratem cesarza Tekle Hajmanota II. Po raz pierwszy wstąpił na tron w 1779, dzięki wsparciu rasów Uelde Syllasje i Kyffu Adjama. Próbował, bez większych rezultatów, przeciwstawić się narastającym w państwie tendencjom odśrodkowym (między innymi usiłując narzucić swoją władzę królom Szeua). W 1784 został zmuszony do zrzeczenia się korony. W latach późniejszych kilkukrotnie odzyskiwał nominalną władzę w kraju. 
Nazywany jest ostatnim z cesarzy.